# 塞莱河畔巴尼亚克
塞萊河畔巴尼亚克（法語：Bagnac-sur-Célé，法語發音：[baɲak syʁ sele]）是法国洛特省的一个市镇，属于菲雅克区。

## 地理
塞莱河畔巴尼亚克（44°39'59"N, 2°9'30"E）面积22.29 平方千米，位于法国奧克西塔尼大區洛特省，该省份为法国西南部内陆省份，北起顺时针与科雷兹省、康塔爾省、阿韦龙省、塔恩-加龙省、洛特-加龍省和多尔多涅省接壤。
与塞莱河畔巴尼亚克接壤的市镇（或旧市镇、城区）包括：莫尔斯、圣桑坦德莫尔斯、勒特里尤卢、费尔赞斯、利纳克、蒙特雷东、圣让米拉贝勒。

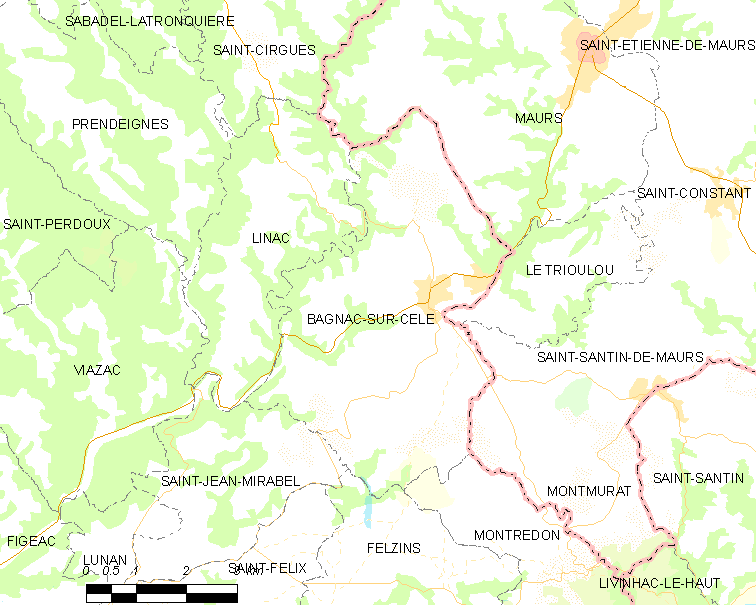
塞莱河畔巴尼亚克的OSM定位图

塞莱河畔巴尼亚克的时区为UTC+01:00、UTC+02:00（夏令时）。

## 行政
塞莱河畔巴尼亚克的邮政编码为46270，INSEE市镇编码为46015。

## 政治
塞莱河畔巴尼亚克所属的省级选区为菲雅克第二县。

## 人口

1962-2008年间塞莱河畔巴尼亚克人口变化图示

塞莱河畔巴尼亚克于2022年1月1日时的人口数量为1481人。